# James Bedford
James Hiram Bedford (ur. 20 kwietnia 1893, zm. 12 stycznia 1967) – profesor psychologii na University of California, autor książek z dziedziny doradztwa zawodowego. Jest pierwszą osobą, której ciało po stwierdzeniu zgonu zostało poddane krioprezerwacji, i jest nadal utrzymywane w kriostazie.
Wśród osób zainteresowanych krioniką rocznica jego krioprezerwacji jest obchodzona jako Bedford Day (Dzień Bedforda).

## Krioprezerwacja ciała
W czerwcu 1965 Life Extension Society (LES) założona przez Eva Coopera zaproponowała darmową krioprezerwację jednej osoby, motywując tę decyzję posiadaniem podstawowych warunków do krótkoterminowego ochłodzenia i przechowania pacjenta ("the Life Extension Society now has primitive facilities for emergency short term freezing and storing our friend the large homeotherm (man). LES offers to freeze free of charge the first person desirous and in need of cryogenic suspension"). Bedford zgłosił się i został przyjęty jako kandydat. Bedford miał raka nerki z przerzutami do płuc, który w owym czasie był nieuleczalny. W testamencie Bedford pozostawił $100 000 na badania w dziedzinie krioniki, jednak większa suma od tej została wydana w sądzie przez jego żonę i syna na obronę jego testamentu przed żądaniami innych członków rodziny.
Ciało dr Bedforda zostało zamrożone 12 stycznia 1967, w kilka godzin po śmierci. Śmierć nastąpiła z przyczyn naturalnych (rak). Ochłodzenia dokonali Robert Prehoda (autor książki Suspended Animation z 1969), dr Dante Brunol (lekarz i biofizyk) oraz Robert Nelson (prezes Cryonics Society of California). Nelson napisał potem książkę zatytułowaną We Froze the First Man (Zamroziliśmy pierwszego człowieka – lub: ...mężczyznę. Pierwszą osobą poddaną bezpośredniemu zamrożeniu, bez krioprotektantów, było uprzednio zabalsamowane ciało anonimowej starszej kobiety. Zamrożenie miało miejsce 22 kwietnia 1966 w Cryocare Corporation w Phoenix w stanie Arizona. Ciało zostało jednak po kilku miesiącach usunięte z placówki).
Współczesne organizacje krioniczne dokonują perfuzji pacjenta substancjami zapobiegającymi zamrożeniu (krioprotektanty, witryfikacja) aby uniknąć formowania się kryształków lodu, jednak za czasów pierwszej krioprezerwacji użyto bardzo prymitywnych krioprotektantów. Bedfordowi zostało wstrzyknięte DMSO (zamiast podania go metodą perfuzji), więc jest mało prawdopodobne, że jego mózg został zachowany w dobrym stanie.
Początkowo (przez 2 lata) jego ciało przechowywano w placówce Edwarda Hope’a Cryo-Care w Phoenix w stanie Arizona, by w 1969 przewieźć je do placówki Galiso w Kalifornii. W 1973 ciało przewieziono z Galiso do Trans Time w pobliżu Berkeley (Kalifornia), gdzie przebywało do 1977. Do roku 1982 ciało dr Bedforda przechowywała w ciekłym azocie jego rodzina w południowej Kalifornii. Następnie zostało przewiezione do Alcor Life Extension Foundation, gdzie przebywa po dziś dzień.
W maju 1991, przy okazji przeprowadzki do nowego dewara, zbadano stan jego ciała. Świadkowie stwierdzili, że prawdopodobnie w ciągu całego czasu, w jakim był przechowywany, jego zewnętrzna temperatura pozostawała na stosunkowo niskim poziomie poniżej zera.

## Życie prywatne
Bedford miał żonę Ruby i syna Normana. Lubił dużo podróżować.

## Prace
- Vocational interests of high-school students. University of California School of education, Division of vocational education, 1930. Brak numerów stron w książce
- Youth and the world’s work: Vocational adjustment of youth in the modern world. Society for Occupational Research, 1938. Brak numerów stron w książce
- Vocational interests of secondary school students. Society for Occupational Research, University of California Station, 1938. Brak numerów stron w książce
- Occupational exploration: A guide to personal and occupational adjustment. Society for Occupational Research, 1941. Brak numerów stron w książce
- The veteran and his future job: A guide-book for the veteran. Society for Occupational Research, 1946. Brak numerów stron w książce
- Your future job: A guide to personal and occupational orientation of youth. Society for Occupational Research, 1950. Brak numerów stron w książce
- Your future job: A guide to personal and occupational orientation of youth in the atomic age. Society for Occupational Research, 1956. Brak numerów stron w książce